# Diacheila
Diacheila (лат.) — род жуков-жужелиц из подсемейства тинников. Представители обитают в Швеции, Финляндии, Норвегии, России, Кыргызстане, Казахстане и Монголии, а также в Северной Америке.
Представители данного рода характеризуются следующими признаками:
- глаза умеренно выпуклые;
- голова, считая глаза, уже переднеспинки; без лобных бороздок;
- на переднеспинке имеются две боковые щетинки с каждой стороны;
- дискальные щетинки имеются только на третьем промежутке;
- надкрылья с довольно явственными бороздками, без глазчатых пятен.

## Состав видов
- Diacheila arctica (Gyllenhal, 1810)  (Голарктика)
- Diacheila fausti Heyden, 1887  (Казахстан, Кыргызстан, и Китай)
- Diacheila polita (Faldermann, 1835)  (Голарктика)
- † Diacheila matthewsi Böcher, 1995